# Erzbistum Kingston in Jamaika
Das Erzbistum Kingston in Jamaika (lat.: Archidioecesis Regiopolitana in Iamaica) ist eine in Jamaika gelegene römisch-katholische Erzdiözese mit Sitz in Kingston. Es umfasst den Landkreis Saint Catherine Parish und die Grafschaft Surrey im Osten der Insel.

## Geschichte
Das Erzbistum wurde am 10. Januar 1837 mit dem Breve Ex munere pastoralis durch Papst Gregor XVI. aus Gebietsabtretungen des Apostolischen Vikariates Trinidad als Apostolisches Vikariat Jamaika errichtet. Am 10. Juni 1888 gab das Apostolische Vikariat Jamaika Teile seines Territoriums zur Gründung der Apostolischen Präfektur Britisch Honduras ab. Das Apostolische Vikariat Jamaika wurde am 29. Februar 1956 durch Papst Pius XII. zum Bistum erhoben und in Bistum Kingston umbenannt. Am 14. September 1967 gab das Bistum Kingston Teile seines Territoriums zur Gründung des Bistums Montego Bay ab.
Das Bistum wurde am 14. September 1967 durch Papst Paul VI. mit der Apostolischen Konstitution Christi gregem zum Erzbistum erhoben und in Erzbistum Kingston in Jamaika umbenannt. Am 15. April 1991 gab das Erzbistum Kingston in Jamaika Teile seines Territoriums zur Gründung des Apostolischen Vikariates Mandeville ab. Eine weitere Gebietsabtretung erfolgte am 14. Juli 2000 zur Gründung der Mission sui juris Kaimaninseln.

## Ordinarien

### Apostolische Vikare von Jamaika
- Benito Fernández OFM, 1837–1855
- James Eustace Dupeyron SJ, 1855–1872
- Joseph Sidney Woollett SJ, 1872–1877
- Thomas Porter SJ, 1877–1888
- Charles Menzies Gordon SJ, 1889–1906
- John Joseph Collins SJ, 1907–1918
- William O’Hare SJ, 1919–1926
- Joseph Dinand SJ, 1927–1930
- Thomas Addis Emmet SJ, 1930–1949
- John Joseph McEleney SJ, 1950–1956

### Bischöfe von Kingston
- John Joseph McEleney SJ, 1956–1967

### Erzbischöfe von Kingston in Jamaika
- John Joseph McEleney SJ, 1967–1970
- Samuel Emmanuel Carter SJ, 1970–1994
- Edgerton Roland Clarke, 1994–2004
- Lawrence Aloysius Burke SJ, 2004–2008
- Donald James Reece, 2008–2011
- Charles Henry Dufour, 2011–2016
- Kenneth Richards, seit 2016